# Брюс, Томас, 7-й граф Элгин
Томас Брюс, 7-й граф Элгин и 11-й граф Кинкардин, устар. Эльджин (англ. Thomas Bruce, 7th Earl of Elgin and 11th Earl of Kincardine; 20 июля 1766, Брумхолл, Файф, Великобритания, — 14 ноября 1841, Париж, Франция) — британский дипломат шотландского происхождения, который вывез из турецкой Греции в Великобританию исключительное по культурному значению собрание древнегреческого искусства, ныне известное как мраморы Элгина.

## Биография
Родился 20 июля 1766 года в Брумхолле, Файф, Шотландия. Второй сын Чарльза Брюса, 5-го графа Элгина (1732—1771) и его жены Марты Уайт (1739—1810). Он сменил своего старшего брата Уильяма Роберта Брюса, шестого графа Элгина, в 1771 году, когда ему было всего пять лет. Он получил образование в школде Харроу и Вестминстерской школе. После нескольких лет в Сент-Эндрюсе он отправился на континент, где завершил обучение в Париже.
Дослужился в армии до генеральского чина, но исполнял преимущественно дипломатические должности: был посланником в Берлине и в Константинополе. Вместе с приглашенными им художниками, измерявшими и срисовывавшими для него развалины античных сооружений, Элгин объездил Морею, где в течение десяти лет производил поиски и раскопки. На основании разрешения султана Селима III «забрать из страны любой кусок камня с надписями или изображениями», Элгин вывез в Британию обширное собрание статуй, архитектурных и скульптурных фрагментов, надписей, гипсовых слепков, ваз, бронзы, монет и камей.
Вследствие разрыва между Францией и Великобританией Элгин, на обратном пути из Турции, был задержан Наполеоном и получил свободу только в 1806 году. Его собрание, позже сделавшееся известным под названием «Мраморы Элгина» (Elgin Marbles), в двухстах ящиках было отправлено морем в Лондон, причем часть коллекции, арестованная французами, пролежала несколько лет в Пирее и лишь в 1812 году была получена владельцем.
Некоторые современники в Британии (среди них лорд Байрон в «Чайльд-Гарольде») упрекали Элгина в том, что он будто бы незаконно вывез и испортил бесценные художественные памятники Эллады; другие уверяли, что он спас эти памятники для человечества от полного уничтожения местным населением, веками растаскивавшим обломки статуй на кладку домов и на известковый раствор. Этот спор длится по сей день.
В 1816 году лорд продал свою коллекцию Британскому музею за 35 тысяч фунтов стерлингов (то есть себе в убыток; сам он истратил 39 тысяч).  

В 1831 году лондонское Общество дилетантов избрало лорда Элгина своим почётным членом.

## Браки и дети

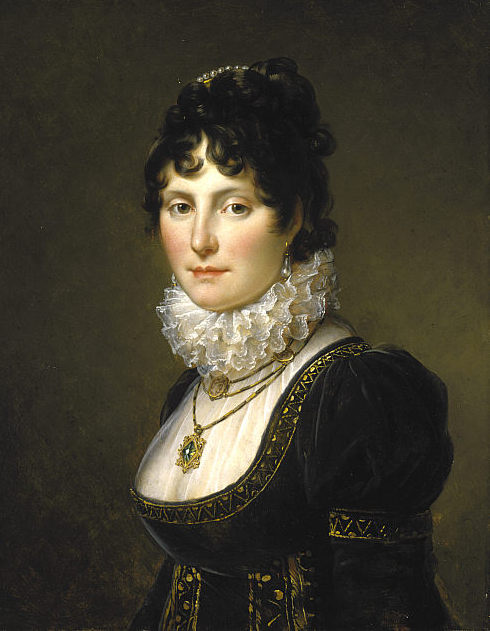
Мэри, графиня Элгин, первая жена Томаса Брюса, лорда Элгина

Лорд Элгин был женат дважды. 11 марта 1799 года он женился первым браком на Мэри Нисбет (18 апреля 1778 — 9 июля 1855), единственном ребенке политика Уильяма Гамильтона Нисбета из Дирлтона. У них были один сын и три дочери:
- Джордж Чарльз Константин Брюс, лорд Брюс (5 апреля 1800—1840)
- Мэри Брюс (? — 21 декабря 1883).
- Матильда Харриет Брюс (? — 31 августа 1857)
- Люси Брюс (1806 — 4 сентября 1881)

После того, как её брак с лордом Элгином в 1808 году закончился разводом, Мэри вышла замуж за политика Роберта Фергюсона из Рейта (1769—1840).
Лорд Элгин 21 сентября 1810 года женился на Элизабет Освальд (1790—1860), младшей дочери Джеймса Таунсенда Освальда из Данникера. У них было четыре сына и три дочери:
- Джеймс Брюс, 8-й граф Элгин (20 июля 1811 — 20 ноября 1863), генерал-губернатор Канады и вице-король Индии
- Роберт Брюс (15 марта 1813 — 27 июня 1862), подполковник гренадерской гвардии.
- сэр Фредерик Райт-Брюс (14 апреля 1814 — 19 сентября 1867), адвокат и дипломат
- Шарлотта Кристиан Брюс (9 сентября 1817 — 27 апреля 1872)
- Томас Чарльз Брюс (15 февраля 1825 — 23 ноября 1890), член парламента от Портсмута
- Августа Фредерика Элизабет Брюс (? — 1 марта 1876), фрейлина герцогини Кентской и служанка опочивальни королевы Виктории
- Фрэнсис Энн Брюс (? — 16 августа 1894), фрейлина герцогини Эдинбургской.

## В культуре
- Проклятие Минервы — обличительное стихотворение Байрона